# (4180) Anaxagore
Pour les articles homonymes, voir Anaxagore (homonymie).
(4180) Anaxagore, internationalement (4180) Anaxagoras, est un astéroïde de la ceinture principale.

## Description
(4180) Anaxagore est un astéroïde de la ceinture principale. Il fut découvert le 24 septembre 1960 à l'observatoire Palomar par Cornelis Johannes van Houten, Ingrid van Houten-Groeneveld et Tom Gehrels. Il présente une orbite caractérisée par un demi-grand axe de 2,61 UA, une excentricité de 0,19 et une inclinaison de 10,9° par rapport à l'écliptique.
Il est nommé d'après le philosophe présocratique Anaxagore.

## Compléments